# Luís Maurício da Silveira
Luís Maurício da Silveira (Lisboa, 1763 — Rio de Janeiro, 6 de abril de 1824) foi um militar e político luso-brasileiro.
Foi nomeado em 14 de julho de 1804 para governar a Capitania de Santa Catarina, assumindo o governo em 3 de junho de 1805, permanecendo no cargo até 14 de agosto de 1817.
Foi agraciado com o hábito da Ordem de Cristo, por decreto de 14 de setembro de 1804.